# Workin’ Moms
Workin’ Moms ist eine kanadische Sitcom. Die Erstausstrahlung erfolgte am 10. Januar 2017 auf CBC. Die deutschsprachige Erstveröffentlichung erfolgte am 22. Februar 2019 beim Streaminganbieter Netflix. Die Serie erzählt die Geschichten von vier Müttern, die nach der Geburt ihres Kindes wieder arbeiten gehen. Im April 2020 wurde die Serie um eine fünfte Staffel verlängert. Die fünfte Staffel startete im Februar 2021 bei CBC und am 15. Juni 2021 weltweit auf Netflix. Anfang Juni 2021 gab Reitman auf Instagram bekannt, dass CBC eine weitere sechste Staffel bestellt hat. Ausstrahlung dieser soll Anfang 2022 sein. Die 6. Staffel wurde ab 4. Januar 2022 zum Streamen bereitgestellt. Die 7. und letzte Staffel wurde ab 3. Januar 2023 auf der englischsprachigen Version von Netflix veröffentlicht.

## Handlung
Kate und Anne, die schon seit langem beste Freundinnen sind, lernen Jenny und Frankie nach der Geburt ihrer Kinder in einer Mutter-Kind-Gruppe in Toronto kennen. Neben einem ähnlichen Alter – ca. Mitte/Ende dreißig – und den Kindern verbindet die vier, dass alle nach der Geburt wieder voll ins Arbeitsleben eingestiegen sind. Zu den Problemen mit dem Zeitmanagement und der Vereinbarkeit von Beruf und Familie kämpft jede für sich noch mit ihren persönlichen Problemen. In der Mutter-Kind-Gruppe finden sie die Möglichkeit, sich auszutauschen und gemeinsam Ideen zu entwickeln, wie sie ihren Alltag gut meistern können.

## Besetzung und Synchronisation
Die deutschsprachige Synchronisation entsteht nach den Dialogbüchern von Katharina Iacobescu sowie Julia Stoepel und unter der Dialogregie von Ulrike Heiland im Auftrag der SDI Media in Berlin.
| Figur          | Schauspieler      | Synchronsprecher                                          | Figurenbeschreibung                                                             |
| -------------- | ----------------- | --------------------------------------------------------- | ------------------------------------------------------------------------------- |
| Kate Foster    | Catherine Reitman | Julia Kaufmann (Staffel 1–3), Sonja Spuhl (Staffel 4 & 5) | Erfolgreiche Angestellte einer Werbeagentur, Frau von Nathan Foster und Mutter. |
| Anne Carlson   | Dani Kind         | Katrin Zimmermann                                         | Psychiaterin, Frau von Lionel Carlson und Mutter                                |
| Jenny Matthews | Jessalyn Wanlim   | Anita Hopt                                                | Angestellte einer IT-Firma, Frau von Ian Matthews und Mutter                    |
| Frankie Coyne  | Juno Rinaldi      | Nina Herting                                              | Maklerin, Frau von Giselle Bois und Mutter                                      |

| Figur             | Schauspieler       | Synchronsprecher | Staffel |
| ----------------- | ------------------ | ---------------- | ------- |
| Alicia Rutherford | Katherine Barrell  | Victoria Frenz   | 1–2     |
| Nathan Foster     | Philip Sternberg   | Peter Lontzek    | 1–      |
| Val Szalinsky     | Sarah McVie        | Sabine Mazay     | 1–      |
| Lionel Carlson    | Ryan Belleville    | Steven Merting   | 1–      |
| Richard Greenwood | Peter Keleghan     | Oliver Siebeck   | 1–      |
| Rosie Phillips    | Nikki Duval        | Franziska Endres | 1–      |
| Ian Matthews      | Dennis Andres      | Simon Derksen    | 1–      |
| Alice Carlson     | Sadie Munroe       | Milena Rybiczka  | 1–      |
| Mo Daniels        | Kevin Vidal        | Florian Hoffmann | 1–2     |
| Giselle Bois      | Oluniké Adeliyi    | Dela Dabulamanzi | 1–      |
| Renya             | Jess Salgueiro     | Alice Bauer      | 1–      |
| Sheila            | Novie Edwards      | Victoria Sturm   | 1       |
| Eleanor Galperin  | Mimi Kuzyk         | Heide Domanowski | 1–      |
| Gena Morris       | Jennifer Pudavick  | Dorette Hugo     | 1 & 3   |
| Juniper           | Aviva Mongillo     | Julia Stoepel    | 2–4     |
| Brad Heshinton    | Christopher Redman | Rainer Fritzsche | 2–3     |

## Episodenliste

### Staffel 1
| Nr. (ges.)                                                                                       | Nr. (St.) | Deutscher Titel          | Originaltitel         | Erstausstrahlung Kanada | Regie             | Drehbuch           |
| ------------------------------------------------------------------------------------------------ | --------- | ------------------------ | --------------------- | ----------------------- | ----------------- | ------------------ |
| 1                                                                                                | 1         | Pilot                    | Pilot                 | 10. Jan. 2017           | Catherine Reitman | Catherine Reitman  |
| 2                                                                                                | 2         | Regeln                   | Rules                 | 17. Jan. 2017           | Paul Fox          | Catherine Reitman  |
| 3                                                                                                | 3         | Frauenkarte              | Fem Card              | 24. Jan. 2017           | Aleysa Young      | Catherine Reitmann |
| 4                                                                                                | 4         | Schlechte Hilfe          | Bad Help              | 31. Jan. 2017           | Paul Fox          | Catherine Reitmann |
| 5                                                                                                | 5         | Unmögliche Entscheidung  | Sophie's Choice-ish   | 7. Feb. 2017            | Paul Fox          | Diane Flacks       |
| 6                                                                                                | 6         | Der Wolf und das Häschen | The Wolf & the Rabbit | 14. Feb. 2017           | Aleysa Young      | Rebecca Kohler     |
| 7                                                                                                | 7         | Wie Phönix aus der Asche | Phoenix Rising        | 21. Feb. 2017           | Aleysa Young      | Ingrid Haas        |
| 8                                                                                                | 8         | Eis und ein Ohrring      | Hoop Earring          | 28. Feb. 2017           | Aleysa Young      | Karen Moore        |
| 9                                                                                                | 9         | Schwierige Nippel        | Tricky Nipple         | 7. März 2017            | Paul Fox          | Rebecca Kohler     |
| 10                                                                                               | 10        | Steuermann               | The Coxswain          | 14. März 2017           | Paul Fox          | Karen Moore        |
| 11                                                                                               | 11        | Tschüss, Kate            | Bye Bye Kate          | 21. März 2017           | Paul Fox          | Rebecca Kohler     |
| 12                                                                                               | 12        | Merde                    | Abortion Propaganda   | 28. März 2017           | Paul Fox          | Catherine Reitmann |
| 13                                                                                               | 13        | Finale                   | Having It All         | 4. Apr. 2017            | Paul Fox          | Catherine Reitmann |
| Am 22. Februar 2019 wurden alle Episoden der ersten Staffel weltweit bei Netflix veröffentlicht. |           |                          |                       |                         |                   |                    |

### Staffel 2
| Nr. (ges.)                                                                                     | Nr. (St.) | Deutscher Titel             | Originaltitel              | Erstausstrahlung Kanada | Regie             | Drehbuch                            |
| ---------------------------------------------------------------------------------------------- | --------- | --------------------------- | -------------------------- | ----------------------- | ----------------- | ----------------------------------- |
| 14                                                                                             | 1         | 2005                        | 2005                       | 19. Dez. 2017           | Catherine Reitman | Catherine Reitman                   |
| 15                                                                                             | 2         | Gute Mutter                 | Good Mom                   | 9. Jan. 2018            | Paul Fox          | Catherine Reitman                   |
| 16                                                                                             | 3         | Das Zeichen                 | The Sign                   | 16. Jan. 2018           | Paul Fox          | Catherine Reitmann                  |
| 17                                                                                             | 4         | Das heilige Loch            | The Holy Hole              | 23. Jan. 2018           | Paul Fox          | Hannah Cheesman & Catherine Reitman |
| 18                                                                                             | 5         | Konsens                     | Consent                    | 30. Jan. 2018           | Molly McGlynn     | Robby Hoffman & Rebecca Kohler      |
| 19                                                                                             | 6         | Schamspirale                | Shame Spiral               | 6. Feb. 2018            | Philip Sternberg  | Jillian Locke                       |
| 20                                                                                             | 7         | Ausflug                     | Retreat                    | 27. Feb. 2018           | Paul Fox          | Karen Moore & Kathleen Phillips     |
| 21                                                                                             | 8         | In flagranti                | Red Handed                 | 6. März 2018            | Catherine Reitman | Rebecca Kohler                      |
| 22                                                                                             | 9         | Seelentier                  | Spirit Animal              | 13. März 2018           | Aleysa Young      | Karen Moore                         |
| 23                                                                                             | 10        | Hahnrei                     | Cuck                       | 20. März 2018           | Aleysa Young      | Rebecca Kohler                      |
| 24                                                                                             | 11        | Müllwühler                  | Trash Panda                | 27. März 2018           | Aleysa Young      | Karen Moore                         |
| 25                                                                                             | 12        | Wenn Frauen gebären müssten | If Women Had to Give Birth | 3. Apr. 2018            | Aleysa Young      | Catherine Reitmann                  |
| 26                                                                                             | 13        | Ein Blick zurück            | Look Back                  | 10. Apr. 2018           | Catherine Reitman | Catherine Reitmann                  |
| Am 25. Juli 2019 wurden alle Episoden der zweiten Staffel weltweit bei Netflix veröffentlicht. |           |                             |                            |                         |                   |                                     |

### Staffel 3
| Nr. (ges.)                                                                                       | Nr. (St.) | Deutscher Titel           | Originaltitel       | Erstausstrahlung Kanada | Regie             | Drehbuch                        |
| ------------------------------------------------------------------------------------------------ | --------- | ------------------------- | ------------------- | ----------------------- | ----------------- | ------------------------------- |
| 27                                                                                               | 1         | Nachwehen                 | Birth Daze          | 10. Jan. 2019           | Catherine Reitman | Catherine Reitman               |
| 28                                                                                               | 2         | Das Gesetz und die Männer | Of Rights And Men   | 10. Jan. 2019           | Philip Sternberg  | Jillian Locke                   |
| 29                                                                                               | 3         | Vati ist zuhause          | Daddy's Home        | 17. Jan. 2019           | Philip Sternberg  | Kathleen Phillips               |
| 30                                                                                               | 4         | Selbstverteidigung        | Training Day        | 24. Jan. 2019           | Philip Sternberg  | Monica Heisey                   |
| 31                                                                                               | 5         | Standhalten               | Stand for Something | 31. Jan. 2019           | Philip Sternberg  | Rob Baker & Adam Cawley         |
| 32                                                                                               | 6         | Narla hat das Sagen       | Narls In Charge     | 7. Feb. 2019            | Philip Sternberg  | Daniel Gold & Catherine Reitman |
| 33                                                                                               | 7         | Rachefantasie             | Revenge Fantasy     | 14. Feb. 2019           | Yael Staav        | Jillian Locke                   |
| 34                                                                                               | 8         | Mädelstrip                | Girl's Trip         | 21. Feb. 2019           | Yael Staav        | Monica Heisey                   |
| 35                                                                                               | 9         | Waffen und Täuschung      | Guns 'n' Deception  | 28. Feb. 2019           | Yael Staav        | Kathleen Phillips               |
| 36                                                                                               | 10        | Niederlage                | Creamed             | 7. März 2019            | Renuka Jeyapalan  | Daniel Gold & Catherine Reitman |
| 37                                                                                               | 11        | Büroburschen              | Business Boyz       | 14. März 2019           | Renuka Jeyapalan  | Rob Baker & Adam Cawley         |
| 38                                                                                               | 12        | Zwei Pfade                | Two Paths           | 21. März 2019           | Renuka Jeyapalan  | Catherine Reitmann              |
| 39                                                                                               | 13        | Was möchtest du?          | What's It Gonna Be? | 21. März 2019           | Catherine Reitman | Catherine Reitmann              |
| Am 29. August 2019 wurden alle Episoden der dritten Staffel weltweit bei Netflix veröffentlicht. |           |                           |                     |                         |                   |                                 |

### Staffel 4
| Nr. (ges.)                                                                                   | Nr. (St.) | Deutscher Titel                      | Originaltitel                | Erstausstrahlung Kanada | Regie             | Drehbuch          |
| -------------------------------------------------------------------------------------------- | --------- | ------------------------------------ | ---------------------------- | ----------------------- | ----------------- | ----------------- |
| 40                                                                                           | 1         | Scharade                             | Charade                      | 18. Feb. 2020           | Catherine Reitman | Catherine Reitman |
| 41                                                                                           | 2         | Schwarzes Schaf                      | Black Sheep                  | 25. Feb. 2020           | Philip Sternberg  | Jillian Locke     |
| 42                                                                                           | 3         | Der Mann mit der mexikanischen Maske | The Man in the Mexican Mask  | 3. März 2020            | Philip Sternberg  | Kathleen Phillips |
| 43                                                                                           | 4         | Niemand wird kommen                  | No One's Coming              | 10. März 2020           | Philip Sternberg  | Daniel Gold       |
| 44                                                                                           | 5         | Wie man Eichhörnchen anlockt         | To Lure a Squirrel           | 17. März 2020           | Joyce Wong        | Daniel Gold       |
| 45                                                                                           | 6         | Läuse                                | Lice                         | 24. März 2020           | Joyce Wong        | Kathleen Phillips |
| 46                                                                                           | 7         | Schlechter Ruf                       | Bad Reputation               | 31. März 2020           | Joyce Wong        | Jillian Locke     |
| 47                                                                                           | 8         | Charlie und die Grasfabrik           | Charlie and the Weed Factory | 2. Apr. 2020            | Joyce Wong        | Catherine Reitman |
| Am 6. Mai 2020 wurden alle Episoden der vierten Staffel weltweit bei Netflix veröffentlicht. |           |                                      |                              |                         |                   |                   |

### Staffel 5
| Nr. (ges.)                                                                                     | Nr. (St.) | Deutscher Titel                  | Originaltitel                | Erstausstrahlung Kanada | Regie          | Drehbuch          |
| ---------------------------------------------------------------------------------------------- | --------- | -------------------------------- | ---------------------------- | ----------------------- | -------------- | ----------------- |
| 48                                                                                             | 1         | Die Carlsons ziehen nach Calgary | The Carlsons Move to Calgary | 16. Feb. 2021           | Mars Horodyski | Catherine Reitman |
| 49                                                                                             | 2         | Frischfleisch                    | Mama Mia Meatboy             | 23. Feb. 2021           | Mars Horodyski | Daniel Gold       |
| 50                                                                                             | 3         | Belohnen Sie sich selbst         | Pleasure Yourself            | 2. März 2021            | Aleysa Young   | Karen Moore       |
| 51                                                                                             | 4         | Das Rattenmädchen                | A Rat, Girl                  | 9. März 2021            | Aleysa Young   | Daniel Gold       |
| 52                                                                                             | 5         | Mutter kann sich brüsten16. März | Mother Knows Breast          | 2021                    | Mars Horodyski | Jessie Gabe       |
| 53                                                                                             | 6         | Finger im Po                     | Finger in the Butt           | 23. März 2021           | Mars Horodyski | Linsey Stewart    |
| 54                                                                                             | 7         | Gesendet                         | Launch Pad to Trash Hole     | 30. März 2021           | Mars Horodyski | Karen Moore       |
| 55                                                                                             | 8         | Schläger-Dad                     | Punch Dad                    | 6. Apr. 2021            | Aleysa Young   | Linsey Stewart    |
| 56                                                                                             | 9         | Blauer Engel                     | Blue Angel                   | 13. Apr. 2021           | Aleysa Young   | Jessie Gabe       |
| 57                                                                                             | 10        | Der Einband                      | Frack                        | 13. Apr. 2021           | Aleysa Young   | Daniel Gold       |
| Am 15. Juni 2021 wurden alle Episoden der fünften Staffel weltweit bei Netflix veröffentlicht. |           |                                  |                              |                         |                |                   |

## Produktion
Die Idee für die Serie kam Catherine Reitman und ihrem Ehemann Philipp Sternberg während der eigenen Schwangerschaft. Sie störte sich daran, dass die dargestellten Mütter im Fernsehen entweder perfekt waren oder häusliche Probleme hatten. Probleme zur Vereinbarkeit von Beruf und Familie wurden ihrer Meinung nach zu wenig abgebildet. Ursprünglich sollte Workin' Moms von Sender FX in den Vereinigten Staaten produziert werden, dieser lehnte dann doch ab und CBC kaufte die Idee.
Die Außenaufnahmen werden in Toronto gedreht, die Innenaufnahmen im CBC-eigenen Studio ebenfalls in Toronto.

## Rezeption
Beim Wertungsaggregator Rotten Tomatoes erreichte die erste Staffel bei Kritikern einen Zustimmungswert von 75 %, basierend auf 12 Bewertungen.
Die Stuttgarter Zeitung lobt, dass Workin’ Moms „die vielschichtigen Probleme arbeitender Mütter […] nicht einfach nur vor die Kameralinse, sondern unters Brennglas schiebt“.
DerStandard.at sagt: Workin’ Moms „sei allen empfohlen, die sich nach dem sogenannten Wiedereinstieg mutterseelenallein und unverstanden fühlen. Es ist wie Balsam für die geplagte Mutter(brust)“.

## Auszeichnungen und Nominierungen (Auswahl)
Canadian Screen Award
- 2018: Nominierung für die beste Comedyserie
- 2019: Nominierung für die beste Comedyserie
- 2020: Nominierung für die beste Comedyserie

ReFrame
- 2020: Preisträger in der Kategorie Top 100 Most Popular Television

International Emmy Award
- 2019: Nominierung in der Kategorie Comedy